# Ratu Sima
Ratu Sima is een bestuurslaag in het regentschap Dumai van de provincie Riau, Indonesië. Ratu Sima telt 11.761 inwoners (volkstelling 2010).